# Isaac Van Horne
Isaac Van Horne (* 13. Januar 1754 in Tollbury, Bucks County, Province of Pennsylvania; † 2. Februar 1834 in Zanesville, Ohio) war ein US-amerikanischer Politiker. Zwischen 1801 und 1805 vertrat er den Bundesstaat Pennsylvania im US-Repräsentantenhaus.

## Werdegang
Isaac Van Horne absolvierte eine Lehre als Zimmermann und Schreiner. In den 1770er Jahren schloss er sich der amerikanischen Revolution an. Während des Unabhängigkeitskrieges diente er in der Kontinentalarmee. Zwischen November 1776 und Mai 1778 war er in britischer Kriegsgefangenschaft, aus der er durch einen Gefangenenaustausch befreit wurde. Danach nahm er weiter am Krieg teil. Bis zum Kriegsende hatte er es in der Kontinentalarmee bis zum Hauptmann gebracht. Nach dem Krieg war er für einige Jahre Friedensrichter in seiner Heimat. Vier Jahre lang fungierte er auch als Leichenbeschauer im Bucks County. Politisch wurde er Mitglied der Ende der 1790er Jahre von Thomas Jefferson gegründeten Demokratisch-Republikanischen Partei. In den Jahren 1796 und 1797 war er Abgeordneter im Repräsentantenhaus von Pennsylvania.
Bei den Kongresswahlen des Jahres 1800 wurde Van Horne im vierten Wahlbezirk von Pennsylvania in das US-Repräsentantenhaus in Washington, D.C. gewählt, wo er am 4. März 1801 die Nachfolge von Peter Muhlenberg antrat. Nach einer Wiederwahl im zweiten Distrikt seines Staates konnte er bis zum 3. März 1805 zwei Legislaturperioden im Kongress absolvieren. Während seiner Zeit als Kongressabgeordneter wurde im Jahr 1803 durch den von Präsident Jefferson getätigten Louisiana Purchase das Staatsgebiet der Vereinigten Staaten beträchtlich erweitert. Im Jahr 1804 wurde der zwölfte Verfassungszusatz ratifiziert.
Im Jahr 1805 zog Isaac Van Horne nach Zanesville in Ohio, wo er zwischen 1805 und 1826 für das dortige Katasteramt (Land Office) arbeitete. Danach zog er sich in den Ruhestand zurück. Er starb am 2. Februar 1834 in Zanesville.